# Церква святого апостола і євангеліста Іоана Богослова (Ланівці)
Церква святого апостола і євангеліста Іоана Богослова в Ланівцях — парафія і храм Лановецького благочиння Тернопільської єпархії Православної церкви України в місті Ланівці Кременецького району Тернопільської области.

## Історія церкви
У грудні 1992 року на загальних зборах мешканців містечка цукрового заводу в Ланівцях було прийнято рішення збудувати храм на 500 місць. Після кількох років підготовчих робіт, архієпископ Тернопільський і Кременецький Яків освятив хрест та місце під майбутнє будівництво.
13 червня 1999 року біля хреста відслужили першу Божественну Літургію. Взимку богослужіння тимчасово проводили в будинку родини Рудніцьких.
Навесні 2000 року будівельні роботи відновилися. Значну підтримку надавали працівники Лановецького цукрового заводу, особливо директор В. Казновецький із сім'єю. Також вагомий внесок зробили підприємець Юрій Барчук та підприємство з відгодівлі яловичини. За пожертви колядників і Вертепу придбали ікони, священниче облачення, богослужбові книги та прикрасили храм.
Будівництво велося силами громади під керівництвом о. Ігоря Довгого та скарбника К. Барвінської. Багато місцевих умільців також долучилися до роботи.

## Парохи
- о. Ігор Довгий (з 1999).